# Karl Pelte
Karl Pelte (* 14. Juli 1908 in Berlin; † 30. April 1962 in Wilhelmshaven-Altengroden) war ein deutscher Politiker (CDU). Von 1955 bis 1962 war er Abgeordneter im Landtag von Niedersachsen.

## Leben
Pelte genoss eine Humanistische Ausbildung am Friedrich-Wilhelm-Gymnasium in Berlin, wo er 1927 das Abitur machte. Danach studierte er Rechts- und Staatswissenschaften in Berlin. Während seines Studiums wurde er 1927 Mitglied der Burschenschaft Saravia Berlin, nach dem Zweiten Weltkrieg auch der Burschenschaft Saravia Mainz.
Zum 1. Mai 1933 trat er NSDAP bei (Mitgliedsnummer 2.659.564). In der SS war er spätestens seit 1935 (SS-Nummer 185.047), dort war er als Unterscharführer des Berliner SS-Sturms 10/75 tätig. Ab dem 15. Juli 1936 ging er in den Verwaltungsdienst der Kriegsmarine in Wilhelmshaven, weshalb er die SS verlassen musste (dort ehrenvoll entlassen).
Nach der Referendarausbildung bestand er im Januar 1937 die zweite große juristische Staatsprüfung Januar 1937. Im darauf folgenden September wurde er zum Marine-Intendantur-Rat ernannt. Er nahm am Zweiten Weltkrieg teil. 1942 wurde er Oberintendantur-Rat (Geschwaderintendant). 
Nach Ende des Zweiten Weltkrieges befand er sich bis 1946 in britischer Gefangenschaft. Nach seiner Entlassung wurde er 1947 zunächst Landarbeiter auf der Insel Fehmarn. Im März 1949 wurde er Sachbearbeiter für ehemaliges Wehrmachtsvermögen beim Oberfinanzpräsidenten Hannover und blieb dies bis März 1950. Anschließend war er Betriebsdirektor und Prokurist in einem Werk der Textilindustrie in Wilhelmshaven. Im April 1956 wurde er Hauptabteilungsleiter bei den Olympia-Werken. Er war außerdem Geschäftsführender Vorsitzender des CDU-Kreisverbandes in Wilhelmshaven.
Für die CDU gelang Pelte im November 1952 die Wahl in den Rat der Stadt Wilhelmshaven, wo er bis 1955 Fraktionsvorsitzender des Rechtsblocks war. Danach zog er in der dritten und vierten Wahlperiode in den Niedersächsischen Landtag ein, dem er vom 6. Mai 1955 an angehörte. Vom 11. Mai 1959 bis zu seinem Tod war er stellvertretender Vorsitzender der CDU-Landtagsfraktion.